# STS-121
STS-121 neboli ISS-ULF-1.1 (International Space Station Utilization and Logistics Flight 1.1) je označení letu raketoplánu Discovery k Mezinárodní vesmírné stanici. Hlavním cílem mise bylo prověření konstrukčních změn v tepelné izolaci odhazovací nádrže ET, uskutečněných po katastrofě raketoplánu Columbia v únoru 2003 s cílem omezit její odpadávání. Kromě toho raketoplán dopravil na stanici v nákladovém modulu MPLM „Leonardo“ přibližně 3500 kg zásob, nového vybavení, vědeckých přístrojů, materiálů pro experimenty a náhradních dílů. Na palubě raketoplánu byl vynesen také člen Expedice 13 na ISS, německý astronaut Thomas A. Reiter, vyslaný Evropskou kosmickou agenturou v rámci kontraktu s Ruskou kosmickou agenturou.

## Posádka
- Steven W. Lindsey (4), velitel
- Mark E. Kelly (2), pilot
- Michael E. Fossum (1), letový specialista (MS1)
- Lisa M. Nowaková (1), letový specialista MS2
- Stephanie D. Wilsonová (1), letový specialista MS3
- Piers John Sellers (2), letový specialista MS4

### Pouze start
- Thomas A. Reiter (2), letový specialista MS5, palubní inženýr (FE2) stanice ISS (ESA, Němec) - posádka ISS

(v závorkách je uveden dosavadní počet letů do vesmíru včetně této mise).

## Průběh letu

### 1. – 4. den

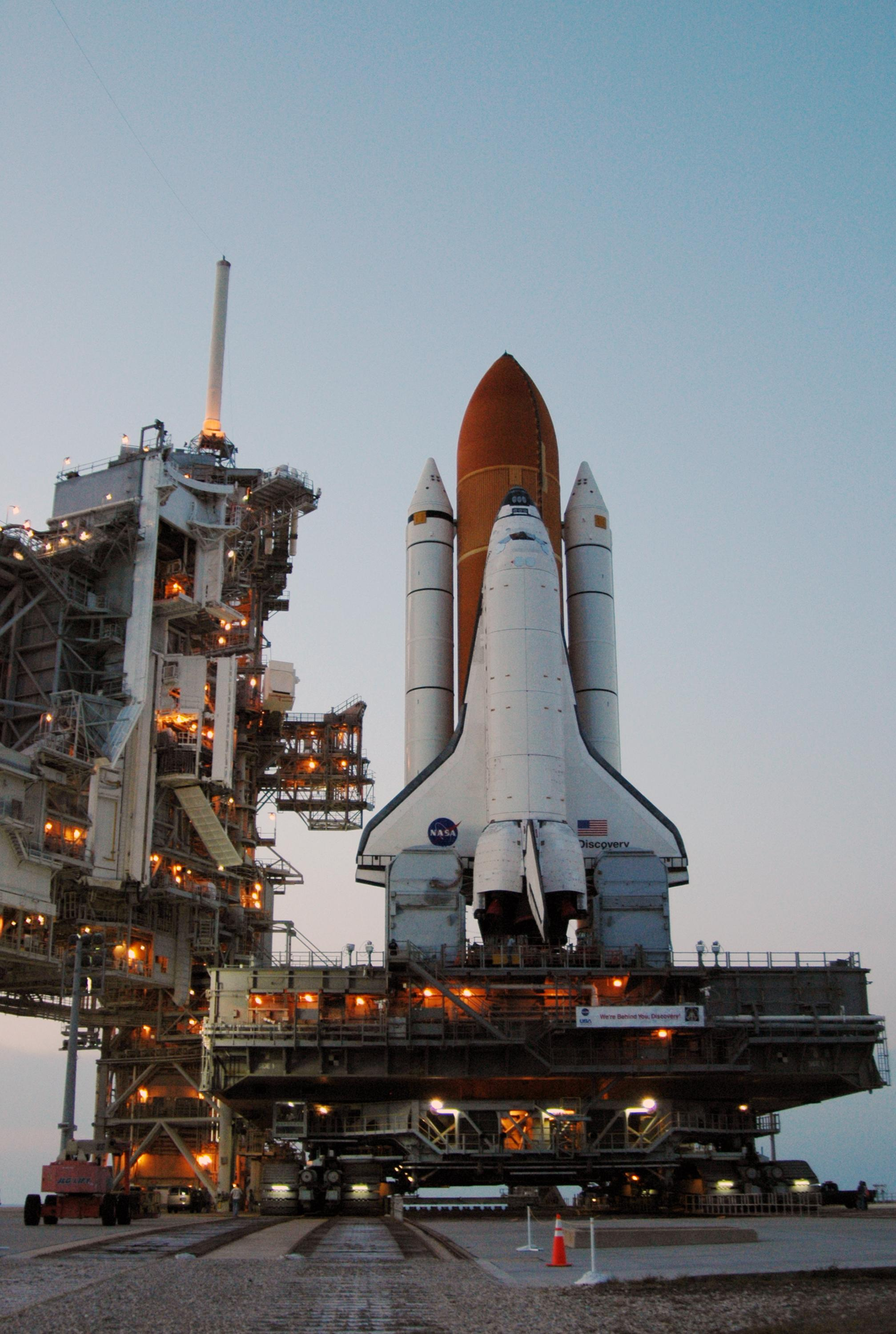
Discovery přijíždí k startovací rampě pro let STS-121.

V úterý 4. července 2006, po dvou odkladech, které způsobilo nepříznivé počasí, raketoplán úspěšně odstartoval. V průběhu startu bylo pozorováno přibližně 20 úlomků tepelné izolace, které se oddělily od externí palivové nádrže. Jejich velikost však byla zanedbatelně malá a odpadly v době, kdy z aerodynamických důvodů od nich nehrozilo vážné poškození tepelné ochrany vlastního raketoplánu.
Druhý den letu Nowaková a Wilsonová za použití dálkového manipulátoru raketoplánu RMS s prodlužovací tyčí OBSS uskutečnily podrobnou prohlídku povrchu raketoplánu s cílem zjistit případná poškození. I když žádná velká poškození nalezena nebyla, byly odhalena 3 místa, vyžadující dodatečné prověření.
Třetí den letu po řadě manévrů uskutečněných od vzletu raketoplánu se v 14:52 UTC připojila Discovery k přechodovému tunelu PMA-2 stanice ISS. Předtím ve vzdálenosti asi 180 m uskutečnila posádka Discovery rotační manévr svého stroje, během něhož posádka ISS Vinogradov a Williams pořídili přes 500 snímků tepelné ochrany raketoplánu. Na základě jejich pozdějšího vyhodnocení a předchozích zkoumání přístroji OBSS bylo vytipováno celkem 8 míst, vyžadujících zvýšenou pozornost. Po přestupu posádky raketoplánu na palubu stanice se Thomas Reiter stal řádným členem Expedice 13.
Čtvrtý den letu byl staničním dálkovým manipulátorem vyzdvižen z nákladového prostoru raketoplánu nákladový modul MPLM a připojen ke spodnímu stykovacímu uzlu modulu Unity. Po otevření průlezů mezi stanicí a MPLM byla zahájena vykládka dopraveného nákladu. V průběhu dne Nowaková a Wilsonová uskutečnily s pomocí manipulátoru podrobný průzkum podezřelých míst tepelné ochrany raketoplánu. Vzhledem k dostatečným zásobám kyslíku a vodíku pro palivové baterie rozhodl vedení letu prodloužit pobyt raketoplánu u stanice a do plánu prací opět zařadit třetí výstup do volného prostoru.

### 5. – 8. den
Pátý den letu uskutečnili astronauti Sellers a Fossum první z plánovaných výstupů do volného prostoru (EVA-1) za asistence Kellyho, Nowakové a Wilsonové, během něhož nejprve připravili kabelový systém mobilní základny MBS k opravám plánovaným na sedmý den letu. Poté umístili na manipulátor raketoplánu SRMS prodloužený tyčí OBSS montážní plošinku AFRP a pak nejprve samotný Sellers a následně Sellers spolu s Fossumem tuto plošinku zatížili, aby se ověřila možnost využití této kombinace SRMS+OBSS k dopravě astronautů k špatně dostupným místům povrchu raketoplánu při případných opravách jeho tepelné ochrany. Výsledek těchto zkoušek byl velmi uspokojivý. Výstup do prostoru trval 7 hodin a 31 minut (plán 6 h 30 min). Zbytek posádky Discovery a stanice ISS pokračoval v přenášení nákladu mezi MPLM a stanicí.
Vyhodnocení snímků a dalších údajů týkajících se podezřelých míst tepelné ochrany experty na Zemi vedlo k závěru, že tepelná ochrana raketoplánu Discovery je v pořádku a byla proto schválena pro přistání na Zemi.
Šestý den letu pokračovala vykládka dopraveného nákladu na stanici. Sellers a Fossum se připravovali k dalšímu výstupu do volného prostoru (EVA-2).

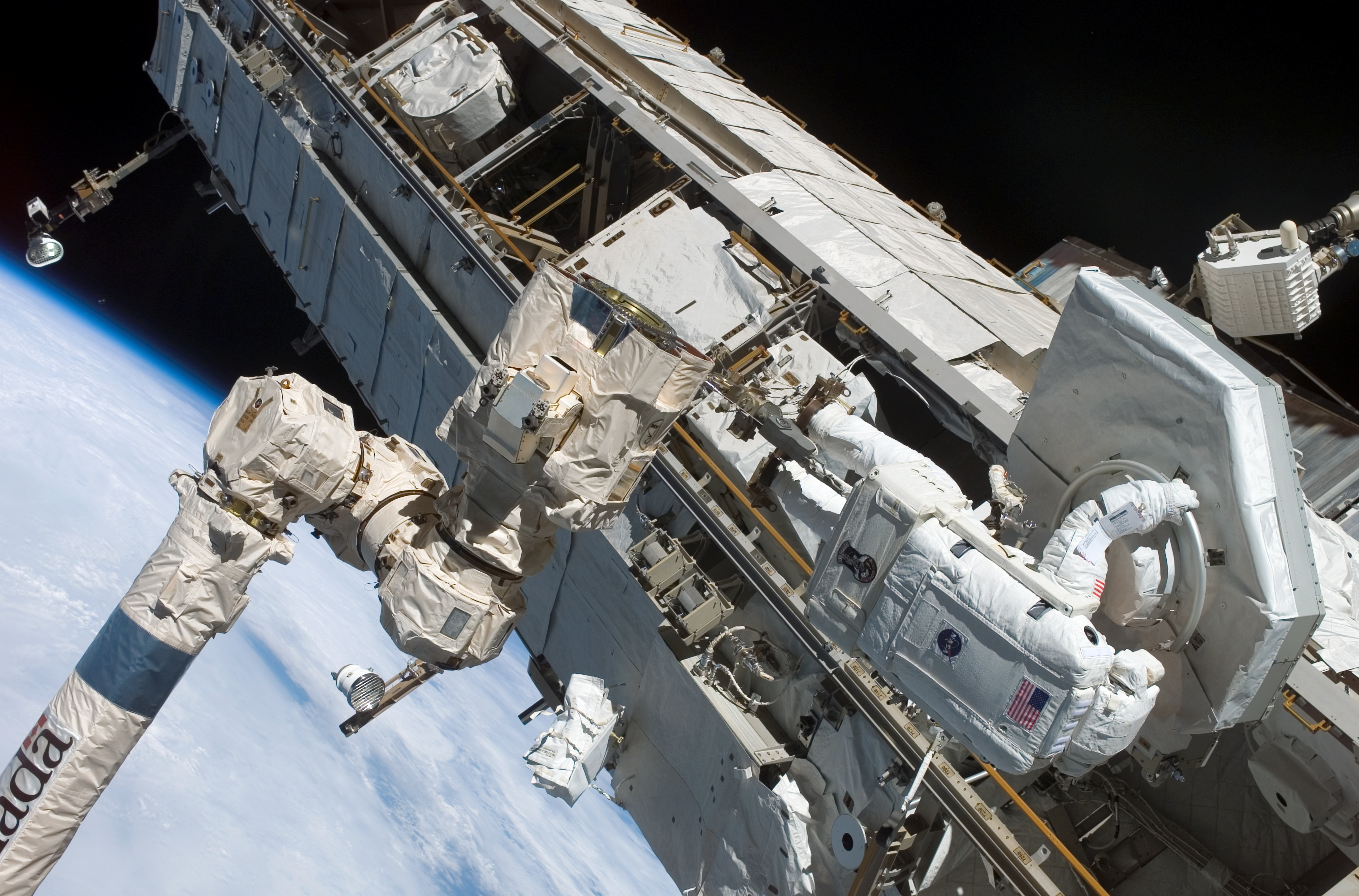
Michael Fossum pracuje na mobilním transportéru při EVA-2

Sedmý den letu uskutečnili Sellers a Fossum druhý výstup do volného prostoru (EVA-2), opět za asistence Kellyho, Nowakové a Wilsonové. Během výstupu v trvání (plán 6 h 30 min) byl opraven kabelový systém mobilní základny MBS, což bylo nezbytným předpokladem pro montážní práce při dalších letech raketoplánů k ISS s novými moduly stanice. Na vnější úložnou plošinu ESP-2 byl uložen blok čerpadla kapalného amoniaku, které bude instalováno v průběhu mise STS-115.
Osmý den letu pokračovala vykládka dopraveného nákladu na stanici. Sellers a Fossum se připravovali k poslednímu plánovanému výstupu do volného prostoru (EVA-3).

### 9. – 12. den
Devátý den letu se uskutečnil třetí výstup do volného prostoru, během něhož Sellers a Fossum vyzkoušeli metody opravy panelů náběžné hrany na 5 z 8 připravených vzorků uměle poškozených dílů RCC dovezených ze Země. V závěru výstupu jako předstihovou práci pro další expedice instalovali úchopovou kotvičku na blok čerpadla kapalného amoniaku. Ostatní členové posádky Discovery a stanice ISS mezitím zahájili nakládání předmětů určených k dopravě na Zemi a odpadu do nákladového modulu MPLM.
Desátý den letu byl pro posádku raketoplánu odpočinkový. Posádka ISS dokončila nakládku MPLM a nákladový modul připravila k uzavření. V závěru dne putovaly do obytných prostor raketoplánu výsledky některých experimentů, určené k odeslání na Zemi. Technici ve středisku MCC v Houstonu zjistili, že od startu docházelo k nepatrnému poklesu tlaku v nádrži s hydrazinem, palivem pro jedno ze tří čerpadel APU hydraulického systému, což by mohlo být v průběhu přistání nebezpečné.
Jedenáctý den byl nákladový modul MPLM hermeticky uzavřen a poté byl staničním manipulátorem SSRMS přenesen a uložen do nákladového prostoru raketoplánu. Při odpojování úchopového mechanismu manipulátoru došlo k potížím, v důsledku čehož se práce dostaly do třičtvrtěhodinového zpoždění proti plánu. Přesto se na základě rozhodnutí velitele letu Lindseye uskutečnila kontrola stavu panelů levoboční náběžné hrany křídla raketoplánu, zda nebyla poškozena náhodným impaktem mikrometeoroidu nebo kosmického smetí. Žádná zjevná poškození nebyla zjištěna.
Dvanáctý den letu se raketoplán v 10:08 UTC odpojil od stanice a po jejím obletu přešel motorickým manévrem na samostatnou dráhu. Zůstával však i nadále v blízkosti stanice (do 6 km), aby se v případě potřeby ještě mohl k ISS vrátit. Nowaková a Wilsonová dokončily prohlídku pravoboční náběžné hrany křídla a přídě raketoplánu, opět bez zjištění poškození mikrometeoroidy či kosmickým smetím.

### 13. – 14. den

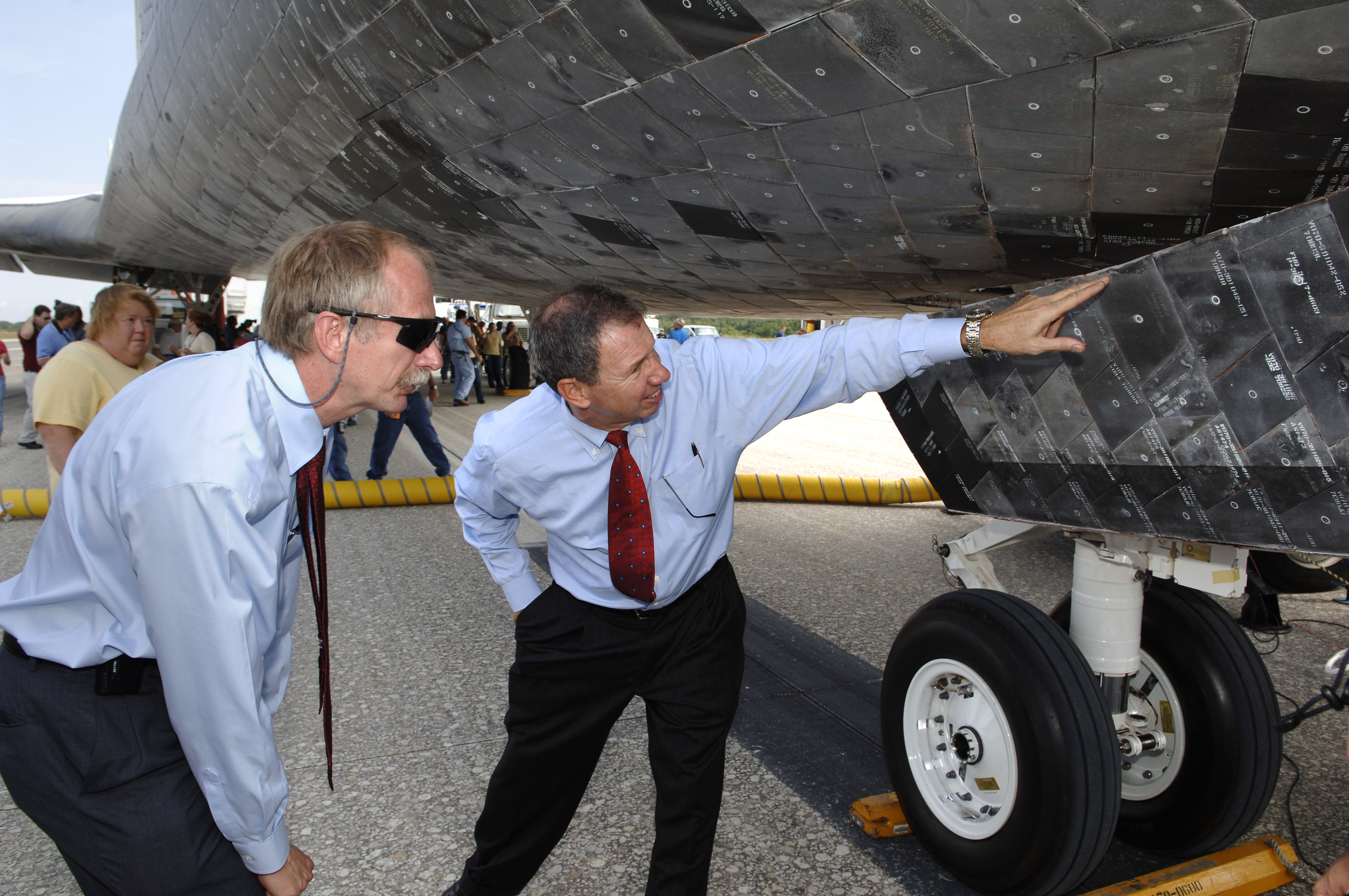
Ředitel NASA Michael Griffin kontroluje raketoplán po přistání

Třináctý den letu piloti Lindsey a Kelly uskutečnili zevrubnou kontrolu systémů raketoplánu včetně zkušebního zážehu stabilizačních motorků RCS. Prověřili úspěšně také zapojením správnou funkci hydraulického čerpadla APU-1, u něhož byl dříve zjištěn pokles tlaku v nádrži s palivem. Astronauti uklidili vnitřní prostor raketoplánu před přistáním.
Čtrnáctý den letu se v 12:07 UTC zapojily manévrovací motory OMS, aby snížily rychlost raketoplánu a ten zahájil seskup k atmosféře. Discovery dosedla hlavním podvozkem na dráhu 15 letiště SLF (Shuttle Landing Facility) Kennedy Space Center na Floridě ve 13:14:43 UTC. Příďové kolo se dotklo betonu ve 13:14:53 UTC a po intenzivním brzdění se raketoplán zastavil ve 13:15:49 UTC. Přibližně hodinu po přistání jeho šestičlenná posádka vystoupila. Raketoplán byl přetažen do montážní haly OPF-3 (Orbiter Processing Facility) k poletovém odstrojení a k zahájení příprav k letu STS-116.

## Náklad a experimenty
Na letové palubě se uskutečňují následující experimenty:
- testy funkce modifikovaného systému MADS (Modular Auxiliary Data System) pro sběr dat o stavu tepelné ochrany TPS (Thermal Protection System) raketoplánu, přenosového systému PCMU (Pulse Code Modulation Unit) a nové záznamové jednotky SSR (Solid State Recorder) DTO-702 (Detailed Test Objective);
- testování vlivu bočního větru na dynamiku přistávacího manévru DTO-805;
- testy použití azeotropní směsi vody a PGME k zabránění zamrzání výparníku vody pro chlazení čerpadel hydrauliky APU (Auxilliary Power Unit) DTO-850.

Na obytné palubě se uskutečňují následující experimenty:
- testování Promethazinu jako prostředku proti kinetóze DSO-490B;
- vliv kosmického letu na vybuzení latentních virů a jejich šíření mezi členy osádky DSO-493 (Detailed Supplementary Objective);
- sledování stavu ortostatického ústrojí DSO-499 (poletové vyšetření);
- vliv kosmického letu na reaktivaci Eppstein-Barrova viru DSO-500;
- vliv palubního osvětlení na kvalitu spánku astronautů DSO-634;
- studium vlivu podmínek kosmického letu na citlivost k houbovým infekcím, na progresi radiací vyvolaných zhoubných bujení a na změny v imunitním systému u mušek octomilek (Drosophila melanogaster);
- studium změn virulence v podmínkách kosmického letu u tří typů mikrobů potenciálně ohrožujících zdraví astronautů během kosmických letů.

Experimenty prováděné během připojení k ISS a v součinnosti s osádkou stanice:
- vliv těžkých nákladů na chování staničního manipulátoru SSRMS (Space Station Remote Manipulator System) DTO-852;
- zkoušky optimálních způsobů větrání prostor raketoplánu během připojení k ISS pro šetření zásob kapalného kyslíku SDTO 12004-4 (Station Detailed Test Objective);
- sledování mechanického namáhání konstrukce ISS působením činnosti osádky, manévrů motory raketoplánu na životnost stanice a jejího možného prodloužení SDTO 13005-U.

Během výstupů do volného prostoru se uskutečňují následující experimenty:
- 1. výstup do volného prostoru:
  - testování mechanického chování prodlužovací tyče OBSS (Orbiter Boom Survey System) při zátěži tělem astronauta DTO-849;
- 3. výstup do volného prostoru:
  - testování a nácvik postupů opravy poškozených částí tepelné ochrany TPS (Thermal Protection System) raketoplánu DTO-848;
  - testování infračervené televizní kamery ke zjišťování delaminace materiálu RCC (Reinferced Carbon-Carbon) panelů náběžné hrany křídla DTO-851.

Před letem a po jeho skončení se uskutečňují následující experimenty:
- vliv kosmického letu na imunitní stav člověka DSO-498 (předletové a poletové vyšetření);
- studium poletové prostorové orientace DSO-635;
- sledování změn chromosomů v krevních lymfocytech u členů osádky DSO-637 (předletové a poletové vyšetření).

Mimo raketoplán se během jeho letu provádějí následující experimenty:
- sledování zážehů motorů raketoplánu ze stanice na ostrově Maui v rámci programu MAUI (Maui Analysis of Upper Atmospheric Injections);
- sledování zážehů motorů raketoplánu z vojenských družic v rámci programu RAMBO (Ram Burn Observation).

Na obytné palubě je umístěna část kusového nákladu pro ISS a to zejména:
- tvarované křeslo do návratového modulu transportní lodi Sojuz pro T. Reitera;
- plastikové skládací nádrže CWC (Collapsible Water Container) na pitnou vodu z palivových baterií;
- 2 skafandry EMU (Extravehicular Mobility Unit);
- přístroj pro elektrostimulaci svalů PEMS (Perkusive Electrical Muscle Stimulator);
- zařízení pro experimenty na ISS:
  - sledování růstu modelových mikrobiálních buněk v beztíži POEMS (Passive Observatories for Experimental Microbial Systems);
  - sledování fototropismu u kořenových systémů vyšších rostlin Tropi (Root Phototropism).

V nákladovém prostoru jsou uloženy následující objekty:
- stykovací modul pro připojení k ISS (sekce 1-2);
- integrovaný nosič nákladu ICC (Integrated Cargo Carrier) (sekce 5-6), na němž jsou uloženy:
  - náhradní cívkový systém kabelu TUS/RA (Trailing Umbilical System/Reel Assembly) přípojného kabelu mobilní základny MBS (Mobile Base Systém);
  - čerpadlo vnější smyčky termoregulačního systému EATCS-PM (External Active Thermal Control System/Pump Module);
  - úchytná tyč FGB (Fixed Grapple Bar);
- nákladový modul MPLM-1 (Multipurpose Logistics Module) „Leonardo“ (sekce 7-12, prázdná hmotnost přibližně 4300 kg) s nákladem pro ISS (přibližně 5200 kg včetně palet a skříní, asi 3500 kg čisté hmotnosti nákladu), zejména:
  - skříň s mrazničkou MELFI (Minus Eighty Laboratory Freezer for the ISS);
  - transportní skříň EXPRESS (Expedite the Processing of Experiments to the Space Station) č. 2 s inkubátorem EMCS (European Modular Cultivation System);
  - skříň s generátorem kyslíku OGS (Oxygen Generation System);
  - nový veloergometr CEVIS (Cycle Ergometer with Vibration Isolation System);
  - tepelný výměník CCAA HX (Common Cabin Air Assembly Heat Exchanger) klimatizační jednotky modulu Destiny;
  - 3 skříně RSR (Resupply Stowage Rack) s kusovým nákladem;
  - 5 palet RSP (Resupply Stowage Platform) s kusovým nákladem;
- mnohoúčelový nosič nákladu LMC (Lightweight MPESS Carrier) (sekce 13), na něž je uložena:
  - souprava pro ověřování a nácvik postupů při opravách tepelné ochrany raketoplánu (experiment DTO 848).

Podél závěsu dveří nákladového prostoru jsou umístěny:
- dálkový manipulátor SRMS (Shuttle Remote Manipulator System) (výr. č. 303, levobok);
- prodlužovací tyč se senzory pro kontrolu tepelné ochrany raketoplánu OBSS (výr. č. 202, pravobok).